# Sobrediagnóstico
El sobrediagnóstico es diagnosticar una "enfermedad" que nunca causará síntomas o la muerte del paciente. Se trata de un problema, ya que convierte a las personas en enfermos sin necesidad, y conduce a tratamientos que solo pueden causar daño, al no aportar ningún beneficio a su salud.

## Características
El sobrediagnóstico ocurre cuando una enfermedad se diagnostica correctamente, pero el diagnóstico es irrelevante. Un diagnóstico correcto puede ser irrelevante ya que el tratamiento de la enfermedad no está disponible, no es necesario, o no es deseado. No es un proceso inocuo, porque origina numerosos problemas tanto para el paciente que lo sufre, como los costos añadidos que implican para el sistema sanitario.

## Daños del sobrediagnóstico
Al incrementar los diagnósticos desencadena la polifarmacia o polimedicación, apareciendo la sobreutilización de los servicios sanitarios y poniendo en riesgo la sostenibilidad de los sistemas de salud.
Aunque afecta a cualquier tipo de enfermedad, por su significado es más dramático en los casos de sobrediagnóstico de cáncer. La paradoja fundamental de la detección temprana del cáncer es que mientras a unas personas les sirve de ayuda, a otras ese diagnóstico les perjudica. Las personas diagnosticadas en exceso no pueden beneficiarse de la detección ni del tratamiento de su "cáncer", porque el cáncer no estaba destinado a causar síntomas o la muerte.
Hay tres categorías de daños asociados al sobrediagnóstico:
1. Efectos físicos del diagnóstico y tratamientos innecesarios: Todas las intervenciones médicas tienen efectos secundarios. Esto es particularmente cierto en los tratamientos de cáncer. La cirugía, la radioterapia y la quimioterapia, plantean diferentes grados de morbilidad e incrementa el riesgo de mortalidad.
2. Efectos psicológicos: hay una carga emocional simplemente por ser etiquetado como "enfermo" y se asocia a un aumento de la vulnerabilidad del individuo.
3. Carga económica: no solo los costos asociados al tratamiento (de los cuales el paciente no puede beneficiarse, ya que la enfermedad no representa una amenaza), sino también un posible aumento en el costo del seguro sanitario o incluso la incapacidad para obtenerlo.

Mientras que se identifican los resultados falsos positivos como el principal inconveniente para la detección del cáncer, existen datos que sugieran que cuando los pacientes son informados acerca del sobrediagnóstico, están mucho más preocupados por el exceso de diagnóstico que por los resultados falsos positivos.

## Diferencias entre sobrediagnóstico y resultado falso positivo
El sobrediagnóstico es a menudo confundido con el término falso positivo de una prueba, pero son dos conceptos distintos. Un resultado falso positivo de una prueba se refiere a una exploración complementaria que sugiere la presencia de la enfermedad, pero que en última instancia resultó ser un error (por lo general se detecta por un segundo examen, más preciso). A los pacientes con resultados falsos positivos se les explica que no tienen la enfermedad y no son tratados, los pacientes sobrediagnosticados se les dice que tienen la enfermedad y por lo general reciben tratamiento. 

## El sobrediagnóstico origina sesgos en las estadísticas de supervivencia
El sobrediagnóstico contribuye de forma desproporcionada a un diagnóstico precoz de las condiciones letales, tiene el efecto de incrementar las estadísticas de supervivencia. Cuanto más se sobrediagnóstica se aparenta mayor supervivencia, concluyendo que el diagnóstico precoz ayuda. Lo que a su vez anima a realizar más pruebas, y seguir sobrediagnósticando. 